# II-66
De II-66 is een nationale weg van de tweede klasse in Bulgarije. De weg loopt van Popovitsa via Stara Zagora naar Sliven. De II-66 is 124 kilometer lang.